# Bartolomé de la Corte
Bartolomé de la Corte (San Salvador de Jujuy, 1775 - 1822) fue un militar argentino que participó en la Guerra Gaucha –fase de la guerra de la independencia de la Argentina ocurrida en la provincia de Salta– y fue durante tres años teniente de gobernador de Jujuy, territorio que en esa época pertenecía a Salta.

## Biografía
Se dedicó en su juventud al comercio y la agricultura, y se enroló en el Ejército del Norte poco después de la Batalla de Suipacha. Participó en las batallas de Huaqui, Tucumán, Salta, Vilcapugio y Ayohuma. Fue el primer oficial patriota en ocupar la ciudad de Jujuy después de la retirada del general realista Joaquín de la Pezuela, en 1813.
Los De la Corte y Rozas pertenecían a aquella parte de la élite virreinal jujeña de hacendados y encomenderos, que tomaron partido por la causa independentista desde temprana época, integrando el partido de la Patria Vieja. Primo de Magdalena Goyechea de la Corte de Güemes, y por ende tío segundo de Martín Miguel de Güemes. Combatió a sus órdenes en el Combate de Puesto del Marqués y lo acompañó cuando se retiró a Salta, donde fue elegido gobernador.
Una parte del cabildo de Jujuy se había opuesto a la elección de Güemes como gobernador de Salta en 1814, por parte del Directorio y del cabildo salteño, debido a que no había sido consultada para tal acto. Güemes hábilmente nombró como Teniente Gobernador de Jujuy  a su tío, el capitán De la Corte, quien le generó el apoyo en la segunda ciudad más importante de la provincia, fundamental para llevar a cabo la defensa contra los invasores realistas.  La facción opositora que se autodenominó Patria Nueva en Jujuy estaba liderada por Mariano de Gordaliza, anterior teniente gobernador de Jujuy bajo la gobernación de José Antonio Fernández Cornejo. Existía un grupo de moderados entre ambos partidos, enfocados en la necesaria unidad y apoyo para contener a los realistas que brindaban continuas batallas en lo que hoy es Jujuy y Salta, de los cuales el más destacado fue José Ignacio Gorriti. Con la colaboración de Gorriti, De la Corte logró un acuerdo por el que el partido de Gordaliza finalmente convalidó la elección de Güemes. A pesar de algunos roces con el gobernador, la ciudad de Jujuy sería leal a Güemes  hasta su asesinato en junio de 1821, no fue menor en mantener la unión el rol de la madre jujeña del prócer Magdalena Goyechea de Güemes, la habilidad política de Macacha Güemes y del clan jujeño de los Gorriti (el canónigo Juan Ignacio, administrando el extenso obispado de Salta vacante, el doctor José Ignacio Gorriti, su lugarteniente en Jujuy y luego gobernador de Salta, y el militar Pachi Gorriti lugarteniente en el sur salteño ). El apoyo encolumnaba no solo a la elite jujeña sino también a los gauchos y naturales, de las haciendas y encomiendas,  en pro de la causa patriótica, que acuciaba en la frontera Norte de Argentina. El Ejército Real del Perú dirigido por Canterac, Pezuela y De la Serna había recibido refuerzos desde España para reconquistar el Tucumán y el Río de la Plata y la Guerra Gaucha había escalado a un mayor punto de confrontación. 
Durante la invasión realista de enero de 1817, De la Corte comandó una partida de gauchos que logró una serie de victorias en la zona de Los Alisos, al sur de la ciudad de San Salvador de Jujuy. Se destacó como jefe en la táctica de montoneras, lanzando intensos ataques contra avanzadas realistas, e incursiones sorpresa a los campamentos, desvinculando las comunicaciones de las vanguardias realistas con el grueso del ejército. De ese modo, sólo dominaban el terreno que pisaba el grueso de sus ejércitos, además la guerra convencional de campo abierto se probó inútil entre cerros, quebradas y altiplanos. En las ciudades invadidas de Salta y Jujuy, la estrategia fue de privarlos de recursos - aún a costa de éxodos y sacrificios de la población-  y luego ganarles la reconquista, haciéndose de armamentos y prisioneros.  Se destacó en el Combate de San Pedrito (febrero de 1817), en el camino sur de acceso a la ciudad de Jujuy,  que permitió la reconquista luego de la denominada Invasión Grande realista, allí luego fue ascendido al grado de mayor. Por un tiempo logró mantener incomunicados a los realistas de Jujuy con los de Orán, que recibidos refuerzos pudieron triunfar sobre los patriotas. No obstante, batalló como segundo jefe de Gorriti, hasta lograr la retirada realista de Jujuy.
Apenas asumido debió hacer frente a sucesivas  invasiones realistas a la ciudad de Jujuy , algunas llegaron hasta la ciudad de Salta. Se cuentan seis invasiones entre 1814 y 1821  que fueron repelidas por más de 80 combates en todo el territorio jujeño, siendo Yavi, en la frontera Norte  con el Alto Perú y la Quebrada de Humahuaca, el campo de batalla de contención al Ejército Realista del Perú.
En dos invasiones, De la Corte se vio obligado a evacuar la ciudad de Jujuy, en lo que la historiadora Viviana Conti llama segundo y tercer Éxodo Jujeño,  pero se mantuvo en sus alrededores, sitiando la ciudad invadida con el invasor, privandolos de comunicaciones y refuerzos . Tuvo una actuación destacada en el llamado Día Grande de Jujuy, en abril de1821, cuando Jujuy logró expulsar de su territorio a una nueva invasión sin que el ejército de Güemes pudiera prestar apoyo, por hallarse afectados en la lucha contra las pretensiones autonomistas de Aráoz en lo que se llamó República del Tucumán . En esa batalla el comando estuvo en manos del heroico José Ignacio de Gorriti, quien aunó a los gauchos de los valles Jujeños y a los escasos armamentos y oficiales que quedaban bajo su control , para presentar batalla contra las fuerzas realistas en León, 26 km al norte de la ciudad de Jujuy
En mayo de 1821, el reforzado ejército realista llegó a  Salta, y capitulando con la facción opositora a Güemes, los de la Patria Nueva, depusieron a Güemes del cargo de Gobernador, a cambio de que la ciudad de Salta no fuera invadida ni saqueada por las fuerzas realistas comandadas por Olañeta, y se mantuvieran al norte de Yavi. Este hecho fue conocido como la Revolución del Comercio, porque los de la Patria Nueva también tenían interés comercial en abastecer de mulas, caballos y alimentos al nutrido ejército realista  relanzando el comercio con el Alto Perú que Güemes tenía terminantemente prohibido en su guerra de recursos contra el enemigo. En esa ocasión también fue depuesto en Jujuy el teniente gobernador De la Corte, todo esto en ausencia de Güemes, que estaba dando lucha en Tucumán.  En algunas cartas de Güemes a Belgrano, sospecha que la acción fue coordinada entre los realistas y Aráoz para dejar Salta y Jujuy indefensas. Llegado Güemes a su provincia a los pocos días, recuperó el gobierno y sacó del cabildo  a la facción tibia , pero De la Corte no quiso volver a asumir el cargo político de la tenencia de gobernador en Jujuy.
Siguió comandando las milicias y consiguió rechazar  la invasión  realista de mediados de 1821, que empezó una vez asesinado el Gral Güemes por una emboscada realista, un 7 de junio de 1821. Tras un breve interin en que Fernández Cornejo, del partido de la Patria Nueva,  asumió la gobernación , éste fue depuesto por los leales al prócer fallecido tras la Revolución de las Mujeres. Asumió la Gobernación de Salta como sucesor político nombrado por Güemes en su agonía,  el doctor y general José Ignacio de Gorriti, quien gobernó mediando con los de la Patria Nueva,  que integraron los cabildos de Salta y Jujuy.  Pero Cornejo, Saravia y Gordaliza, acérrimos enemigos políticos De la Corte pidieron juicio por rendición de gastos y lograron su arresto. De la Corte alegó que no era posible controlar gastos en una ciudad que –solamente bajo su mandato– había sido invadida por los realistas cuatro veces.
En junio de 1822  hubo una revolución del pueblo jujeño reclamando por el leal De la Corte. La misma fue tolerada por Gorriti, que no quiso dejar abandonado a su compañero de armas y leal político, y consiguió excarcelar y reinstaurar como Teniente de gobernador a De la Corte. Nuestro héroe- muy enfermo por meses de dura cárcel - no llegó a hacerse cargo del mando y falleció pocos días después.